# Polystichum tokyoense
Polystichum tokyoense är en träjonväxtart som beskrevs av Satoru Kurata och Shunsuke Serizawa.
Polystichum tokyoense ingår i släktet Polystichum och familjen Dryopteridaceae. Inga underarter finns listade i Catalogue of Life.